# Mea de Jong
Mea Dols de Jong (20 januari 1988) is een Nederlands actrice en filmmaakster. Ze is de dochter van de Nederlandse regisseur Ate de Jong.
De Jong is voornamelijk bekend van de serie Gooische Vrouwen, waarin ze van 30 oktober 2005 tot 23 oktober 2009 de rol van Merel van Kampen vertolkt. Ook in Gooische Vrouwen: de Film speelde ze Merel van Kampen. Tevens speelde ze mee in de film Fogbound geregisseerd door haar vader.
De Jong komt de eer toe als laatste Jan Wolkers voor televisie te hebben geïnterviewd, kort voor diens dood. Zij deed dit voor The making of Zomerhitte. Dit boek van Wolkers wordt door haar vader verfilmd. 
in 2024 verscheen haar serie Niemand die het ziet waarin ze de schimmige wereld van het digitale oorlogsvoeren zichtbaar maakt. De serie volgt vijf hoofdpersonen in Nederland, Oekraïne, Taiwan en Brussel die vastbesloten zijn deze digitale dreiging zichtbaar te maken. De Volkskrant journalist Huib Modderkolk vertolkte een belangrijke rol in de journalistieke documentaireserie met onder andere de onthulling dat een Nederlandse ingenieur verantwoordelijk was voor het binnensmokkelen van het computervirus Stuxnet in een nucleaire fabriek in Iran. Dols de Jong maakte de serie samen met regisseuse Chris Westendorp, Ester Gould en Reijer Zwaan. De serie werd uitgezonden door BNNVARA. en is een coproductie met de onafhankelijke productiemaatschappij The Other Room. Niemand die het ziet ontving in 2024 onder de Engelse naam hidden een nominatie voor de documentaires competitie van  Canneseries.
Dols de Jong won eerder met haar afstudeerfilm ‘If Mama Ain’t Happy, Nobody’s Happy’ meer dan 27 internationale prijzen.